# Rivière Cerezuelo
La rivière Cerezuelo, ou rivière Cazorla, est une courte rivière du sud de l'Espagne, un affluent du Guadalquivir qui coule dans la province de Jaén.

## Cours
Le Cerezuelo naît dans le site nommé «Nacelrío» (littéralement "la rivière naît"), dans la sierra de Cazorla. A mi-parcours, près de l'ermite de Nubla, il rejoint la rivière Cañamares, et à partir de là prend aussi le nom de rivière de la Vega de Cazorla.
Le Cerezuelo fait 9,7 km de long (jusqu'à la confluence avec le Cañamares), puis encore 14,5 km avant de se jeter dans le Guadalquivir. Il traverse Cazorla sous l'église et la place de Sainte María bâtie sur une voûte au-dessus du lit de la rivière et débouche dans le Guadalquivir près de Santo Tomé. Il a plusieurs résurgences.
Il traverse de riches écosystèmes et est suivi par un sentier de randonnée permettant d'observer des rapaces,.

## Affluents
Par la droite il reçoit le ruisseau Tramaya et la rivière Cañamares.

## Randonnée
Un sentier de randonnée suit la rivière, dont il porte le nom,. Il est circulaire, sur une distance de 6,4 km, de difficulté modérée et d'une durée de 2h. Le début de l'itinéraire correspond à la Ruta del Agua. En passant sous la place de Santa Maria et l'église du même nom, il oblige à emprunter une déviation et passer sous une voûte; après une rue à droite de l'église, il se poursuit le long de la rivière. On y voit plusieurs cascades.